# Cosmic Anisotropy Polarization Mapper
Il Cosmic Anosotropy Polarization Mapper (abbreviato in CAPMAP) è un esperimento condotto dall'Università di Princeton per misurare la polarizzazione della radiazione cosmica di fondo.